# Radoslav Kutra

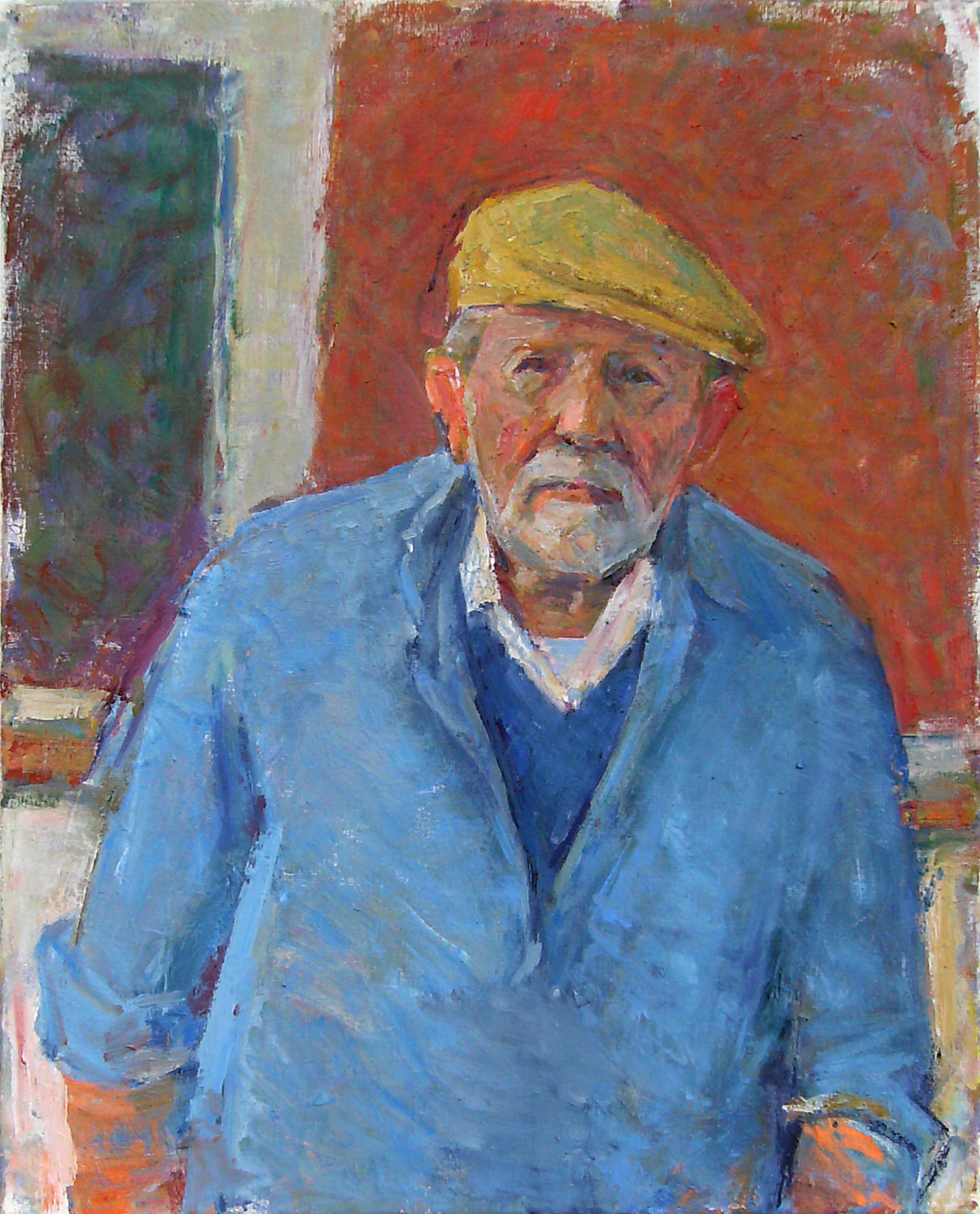
Radoslav Kutra - Selbstporträt, Öl, 2013

Radoslav Kutra (* 13. März 1925 in Olomouc, Tschechoslowakei; † 19. Januar 2020 in Luzern, Schweiz) war ein tschechisch-schweizerischer Maler, Zeichner, Kunstpädagoge und Kunsttheoretiker.

## Leben
Radoslav Kutra wuchs in Holice, einem Vorort von Olomouc auf. Nach Abschluss des Gymnasiums begann er 1945 seine malerische Ausbildung an der Akademie der Bildenden Künste in Prag, wo er im Atelier von Vlastimil Rada studierte. Kutra begann sich für die moderne klassische Musik und die Literatur von Jaroslav Durych, Léon Bloy, Ernest Hello und G. K. Chesterton zu interessieren. In der Malerei studierte er die Werke Rembrandts und Michelangelos, war aber ebenso von den Werken Picassos, Kubistas und Rouaults fasziniert. In der Folge des kommunistischen Umsturzes wurde Kutra 1949 aus politischen Gründen von der Akademie ausgeschlossen, 1950 erfolgte die Aufnahme in den Verband der tschechoslowakischen bildenden Künstler. Im selben Jahr wurde Kutra zum Militärdienst einberufen, den er nach erneuter politischer Überprüfung unter Tage, in den Kohlebergwerken von Libušín u Kladna, leisten musste. Nach der Rückkehr aus dem Militärdienst verdiente sich Kutra den Lebensunterhalt als Grafiker und begann 1955 seine Tätigkeit als freischaffender Künstler.
In den 1960er-Jahren gehörte er zu den bedeutenden Vertretern der Olmützer Kunstszene. Gemeinsam mit den Malern František Dvořák, Miloslav Jemelka und Jaroslav Uiberlay gründete er 1959 die Gruppe Experiment. Von 1965 bis 1968 unterrichtete Kutra an der Abteilung für Bildende Kunst an der philosophischen Fakultät der Palacky-Universität in Olomouc Theorie und Pädagogik der bildenden Kunst. 1967 wurde er politisch rehabilitiert und erhielt nachträglich das Diplom der Akademie der Bildenden Künste in Prag. 1968 nahm er seine Lehrtätigkeit an der Kunstgewerbemittelschule in Uherské Hradiště auf.
Nach dem Einmarsch der sowjetischen Truppen in Prag flüchtete Kutra Anfang Dezember 1968 mit seiner Familie in die Schweiz. Die ersten Jahre verbrachte er in Olten und unterrichtete Malen und Zeichnen an den Migros-Klubschulen in Olten, Aarau und Luzern. 1971 wurde er Mitglied der Gesellschaft Schweizerischer Maler, Bildhauer und Architekten (heute Visarte). 1973 gründete er in Luzern das Kunstseminar, die Schule für Malen, Sehen und Kunstorientierung. Seit 1978 verbrachte er die Sommermonate regelmäßig in Belforte in der Toskana. Nach der politischen Wende 1989 wurde Kutra zu verschiedenen Ausstellungen in Olomouc und Brno (Brünn) eingeladen. 1993 berief man ihn als Professor für Malen an die Fakultät der Bildenden Künste der technischen Hochschule in Brno (CZ). 1994 gab der Lang-Verlag sein Buch „Die Schule des Sehens“ heraus. Von 1994 bis 2000 war er Dozent an der Sommerakademie in Sázava (CZ) und von 1998 bis 2000 am internationalen Symposium Weltethos im Prokopius-Zentrum in Sázava. 2005 realisierte das Kunstmuseum Olomouc eine erste grosse Retrospektive und gab in Zusammenarbeit mit dem Kunstseminar Luzern bibliophil das Buch „Ich und die Prominenz – Aus dem Nachlass des Soldaten Raimund Kolmas“ heraus. 2016 erfolgte in Luzern die Gründung der Stiftung Kutra-Hauri. Im Januar 2020 erhielt Kutra für sein Lebenswerk den Anerkennungspreis der Gemeinde Horw.

## Das malerische und zeichnerische Werk
Radoslav Kutras Werk war in seinen Anfängen vor allem ein Figuratives. Bis 1950 spiegelte er in seinen Bildern in dunkeltoniger Palette die Atmosphäre der Nachkriegsjahre, die sich ab 1948 durch die kommunistische Machtübernahme erneut verschlechterte. Eindringliche Genreszenen und düstere Figurenbilder zeugen von den politischen Umwälzungen, die insbesondere für Kulturschaffende katastrophale Auswirkungen hatten. Daneben entstanden Zeichnungen und Aquarelle alltäglicher Szenen sowie humorvolle Skizzen. In den 1950er-Jahren schuf er mit den Zyklen «Apokalypse», «Kreuzigung» und «Das Hohe Lied» expressive Gemälde und Zeichnungen, in denen sich erstmals Kutras lebenslanges Ringen um die Synthese von Kunst und Religion offenbarte. Ab 1960 begann Kutra stark zu experimentieren, was für seine Arbeit bis Ende der Sechzigerjahre charakteristisch bleiben sollte. Die menschliche Figur wurde immer mehr auf die Dimensionen der Waagrechten und Senkrechten reduziert. Im Zyklus Schlüssel (1965–67) wich auch die Farbe aus seinem Werk und es zeigten sich nur noch waagrechte und senkrechte Linien im Dialog mit der weissen Fläche. Hier knüpfte Kutra bewusst an das Vermächtnis Mondrians an. Der Maler selbst drückte seine Bemühungen im Jahre 1966 folgendermaßen aus: „Mondrian erreichte die Abstraktion der Natur – ich möchte die Abstraktion des Menschen erreichen.“
Während der Okkupation der Tschechoslowakei durch die Armeen des Warschauer Paktes im Jahr 1968, zeichnete Kutra mit Tusche und Pinsel den Zyklus Okkupation, den er nach seiner Flucht in die Schweiz auch als Linolschnitt ausführte und als graphisches Album herausgab.
Nach einer seelischen Krise kehrte der Künstler 1971 zum Figurativen zurück. Es folgte eine kurze Phase mit surrealistischen Bildern. In den 1980er Jahren nahm Kutra Themen aus früheren Jahren wieder auf. Es entstanden die Zyklen der Innerschweizer Spaziergänge und der Familienspaziergänge, Mutter und Kind. Erneut widmete er sich den Themen der Apokalypse und der Kreuzigung. Mit dem Zyklus „Figur abstrakt“ kehrte Kutra 1993 nach fast 30-jährigem Unterbruch wieder zur Abstraktion zurück. Er knüpfte dabei an seinen Zyklus Schlüssel aus den 1960er Jahren an. Zu den beiden Nichtfarben schwarz und weiss kamen nun die drei Grundfarben rot, blau und gelb dazu. Im sich anschließenden Zyklus Stadt befreite sich Kutra vom strengen Korsett des Waagrecht-Senkrecht und schuf pulsierende abstrakte Gemälde. Mit dem Zyklus „Der Raub der Sabinerinnen“ kehrte der Künstler nochmals für kurze Zeit zum Figurativen zurück, bevor er sich ab 2002 nur noch der reinen Malerei widmete und damit ein neues Kapitel seines Schaffens eröffnete. Nach jahrzehntelanger Auseinandersetzung mit Gegenstand und Farbe, mit Stilisierung und geometrischer Abstraktion schuf Kutra Bilder, in denen sich die Farbe von jeglichem Gegenstand befreite und trotzdem gesehene, mit der Natur verbundene Farbe blieb. Zugleich setzte er damit seine theoretische Überzeugung von der Tragweite des neuen Impressionismus in die Praxis. um.
Kunsttheoretisch verortete Kutra sein Schaffen in einer triadischen Weltschau. Er rang um die Synthese von moderner Kunstauffassung und religiöser Verankerung, die sich auch in seinen Schriften äußerte. Zeitlebens war ihm die Lehrtätigkeit ein großes Anliegen.

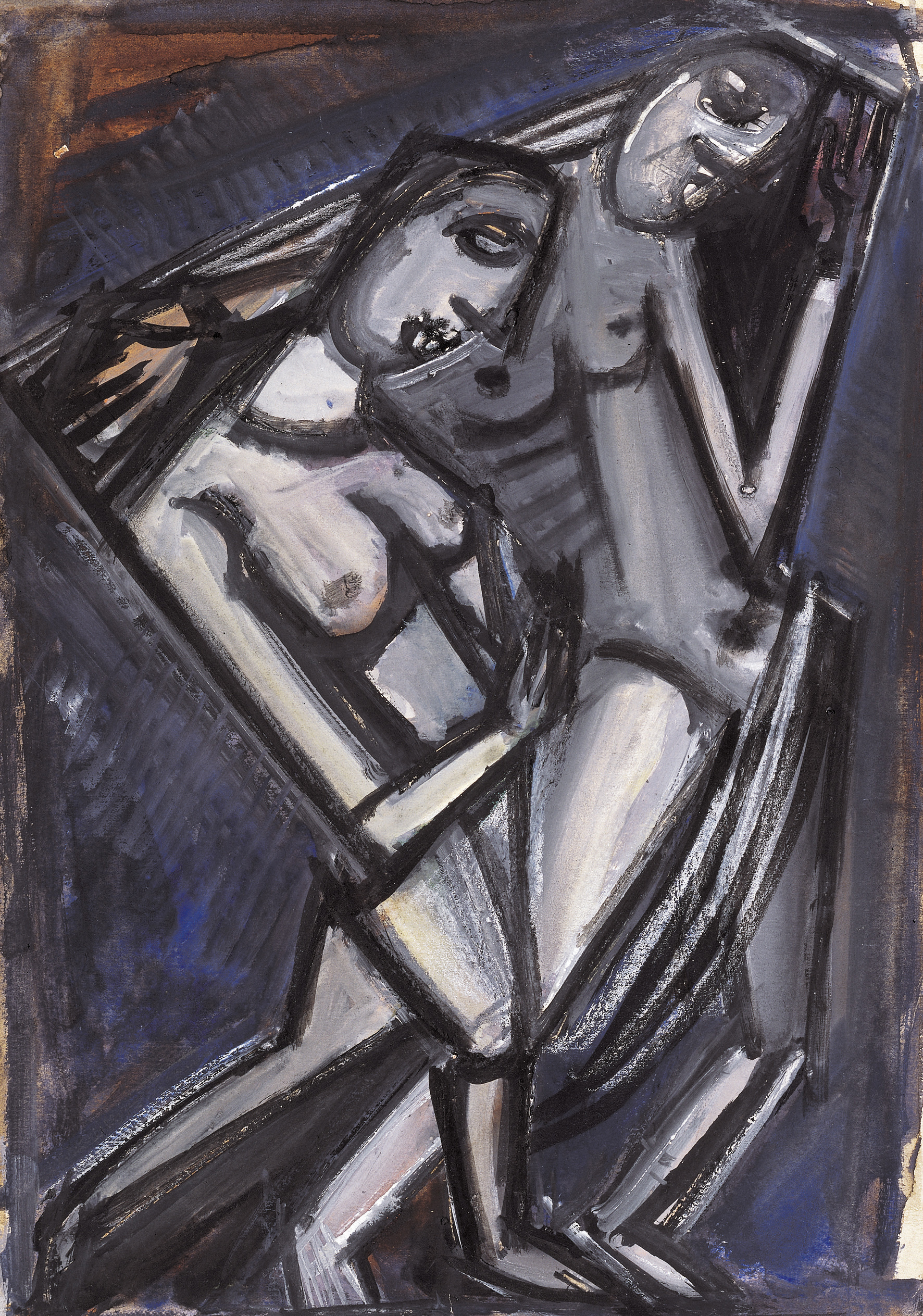
R. Kutra - Ohne Titel (aus dem Zyklus Hohelied), Gouache, 1958, 44 × 31 cm
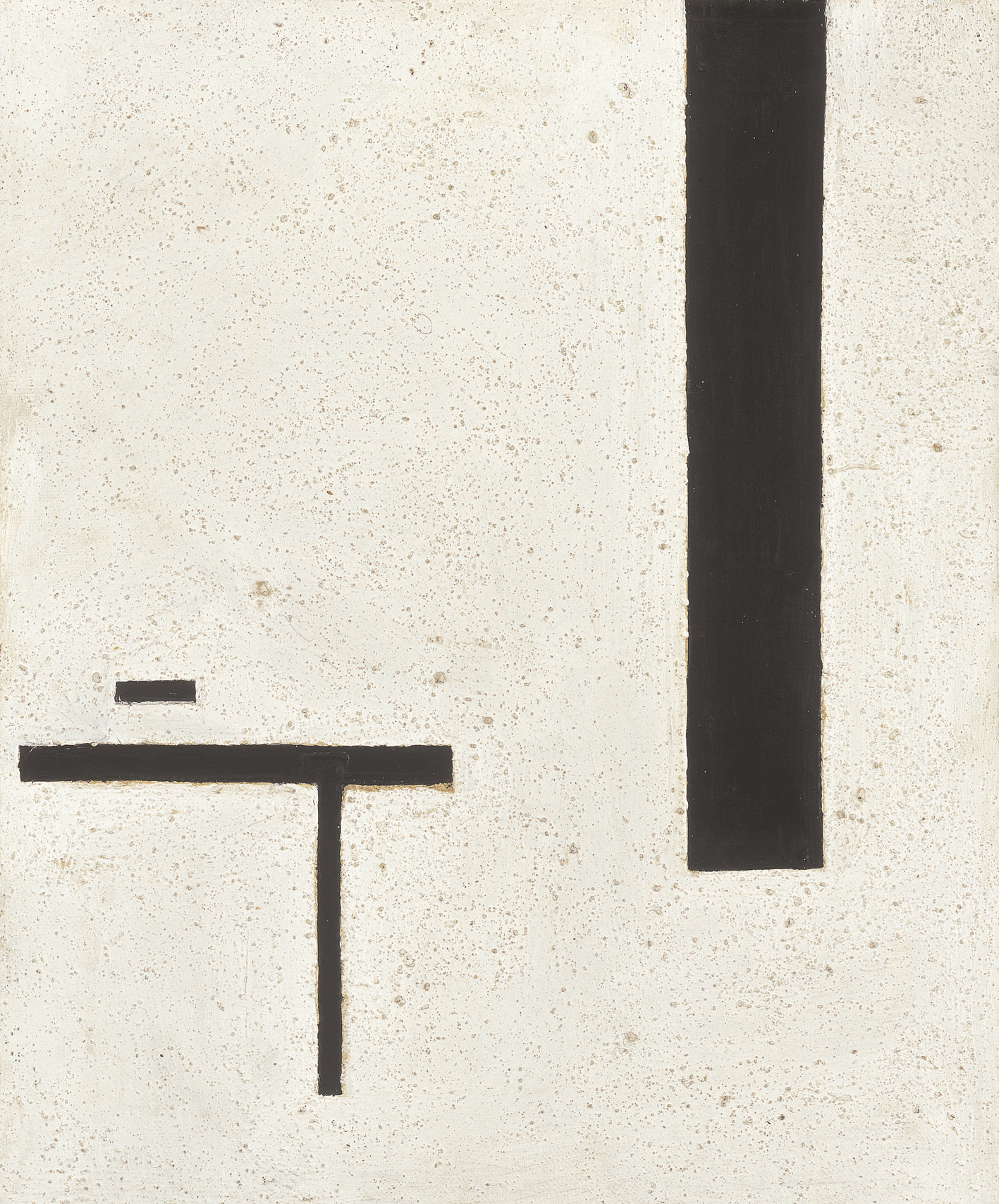
R. Kutra - Ohne Titel (Schlüssel), Öl, 1965 38 × 31 cm
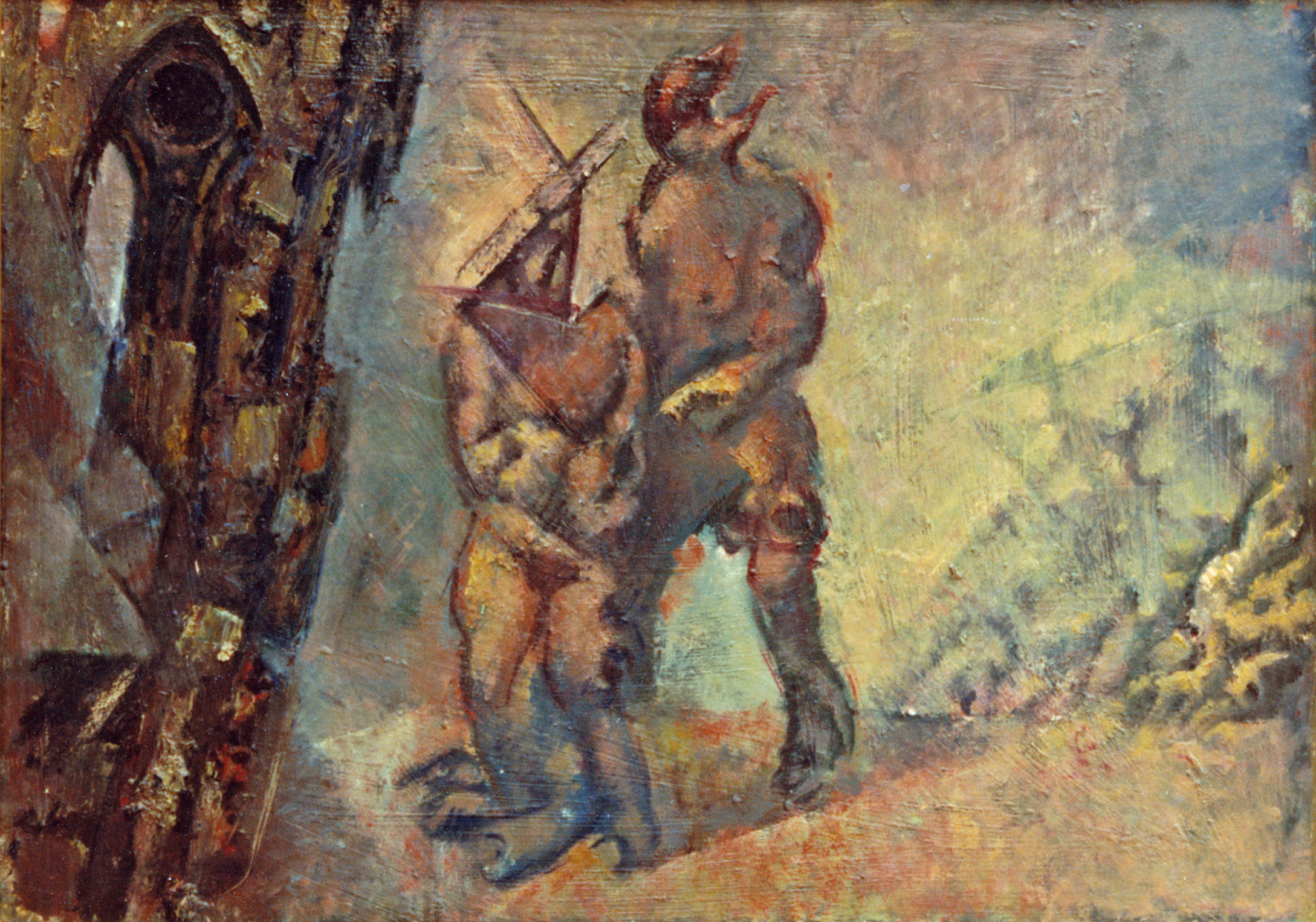
R. Kutra - Flucht I, Öl, 1971, 42 × 59 cm
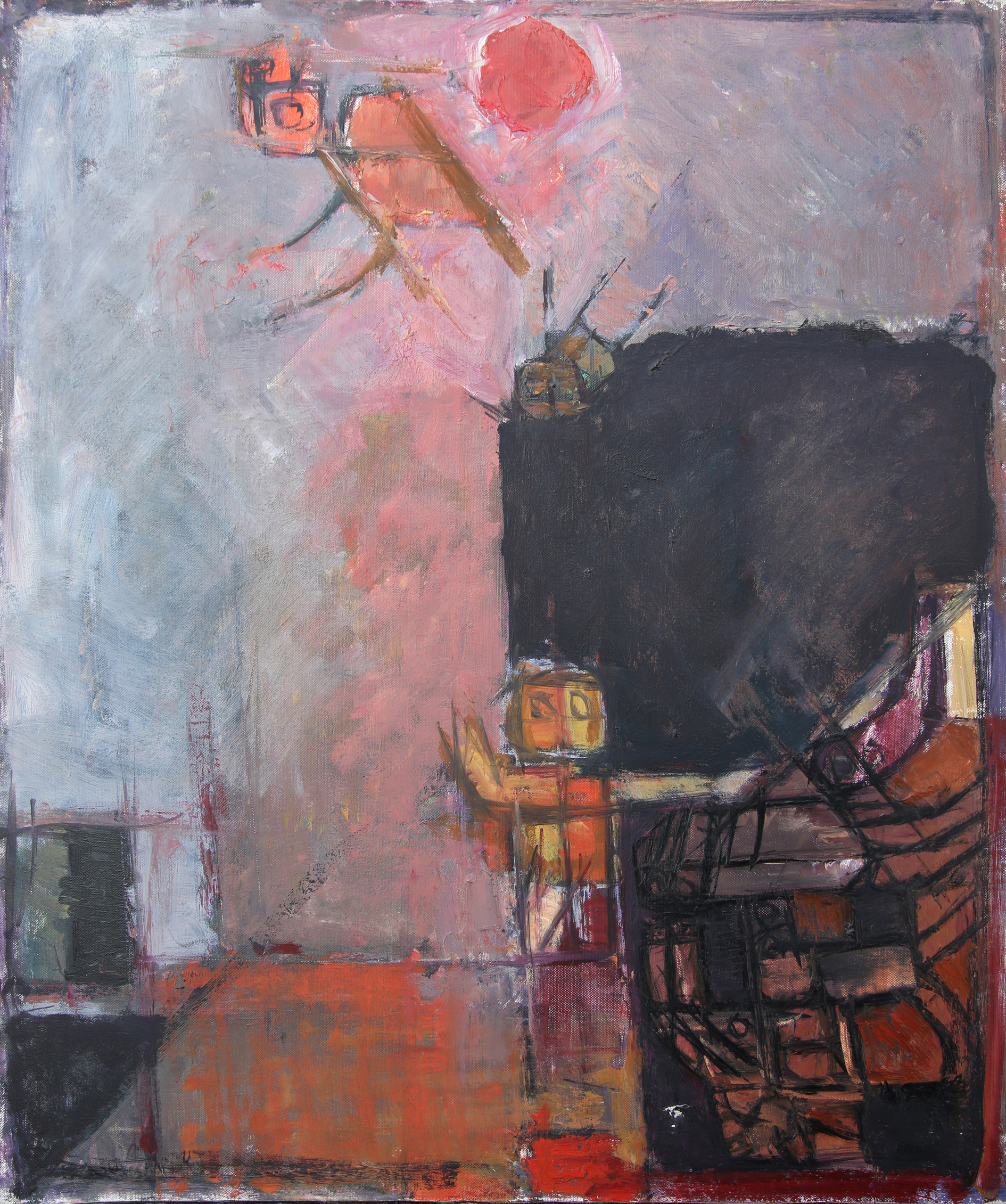
R. Kutra - Sonne, Öl auf Leinwand, 1982, 60 × 50 cm
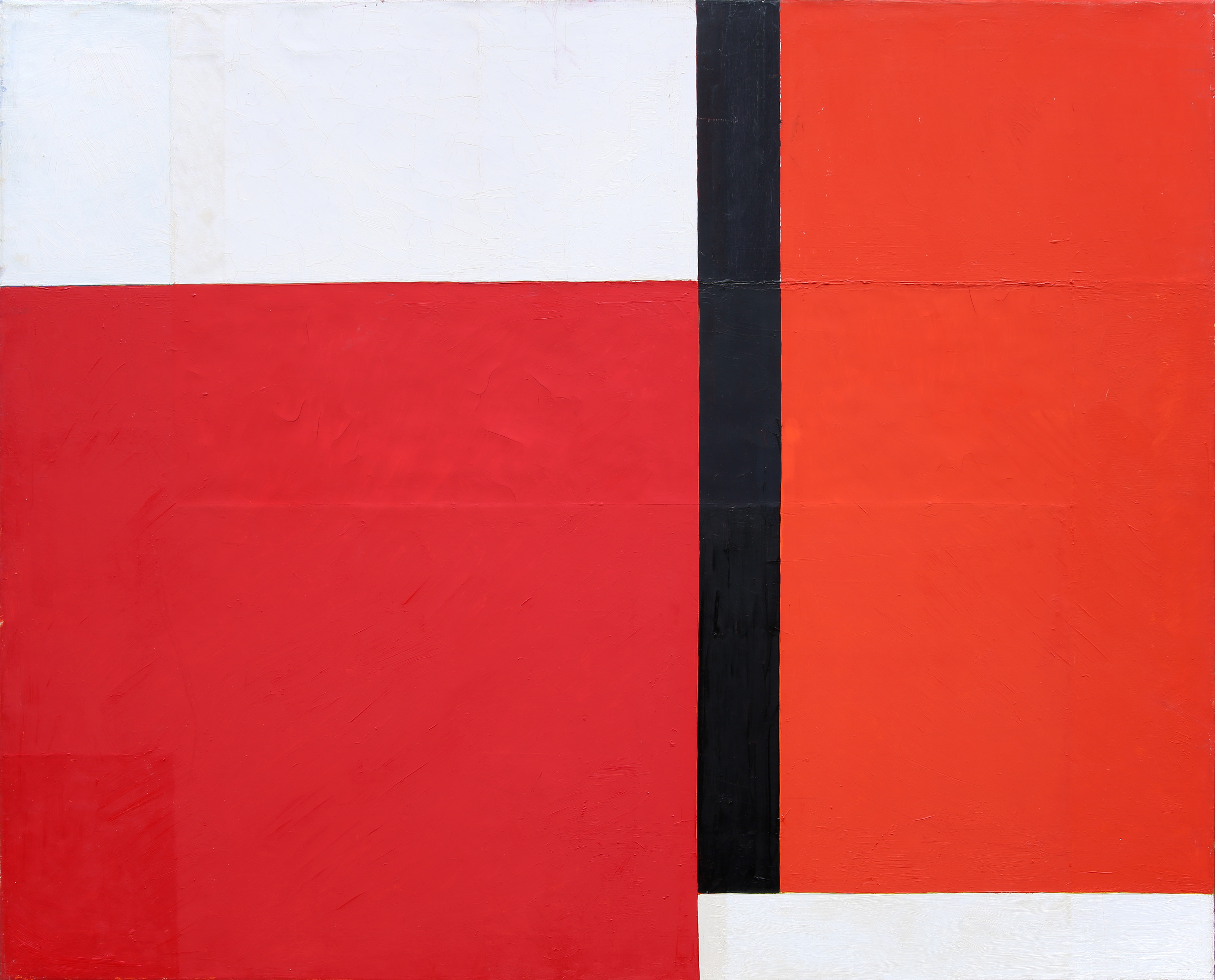
R. Kutra - Komposition mit rot, Öl auf Leinwand, 1994–95, 81 × 100 cm
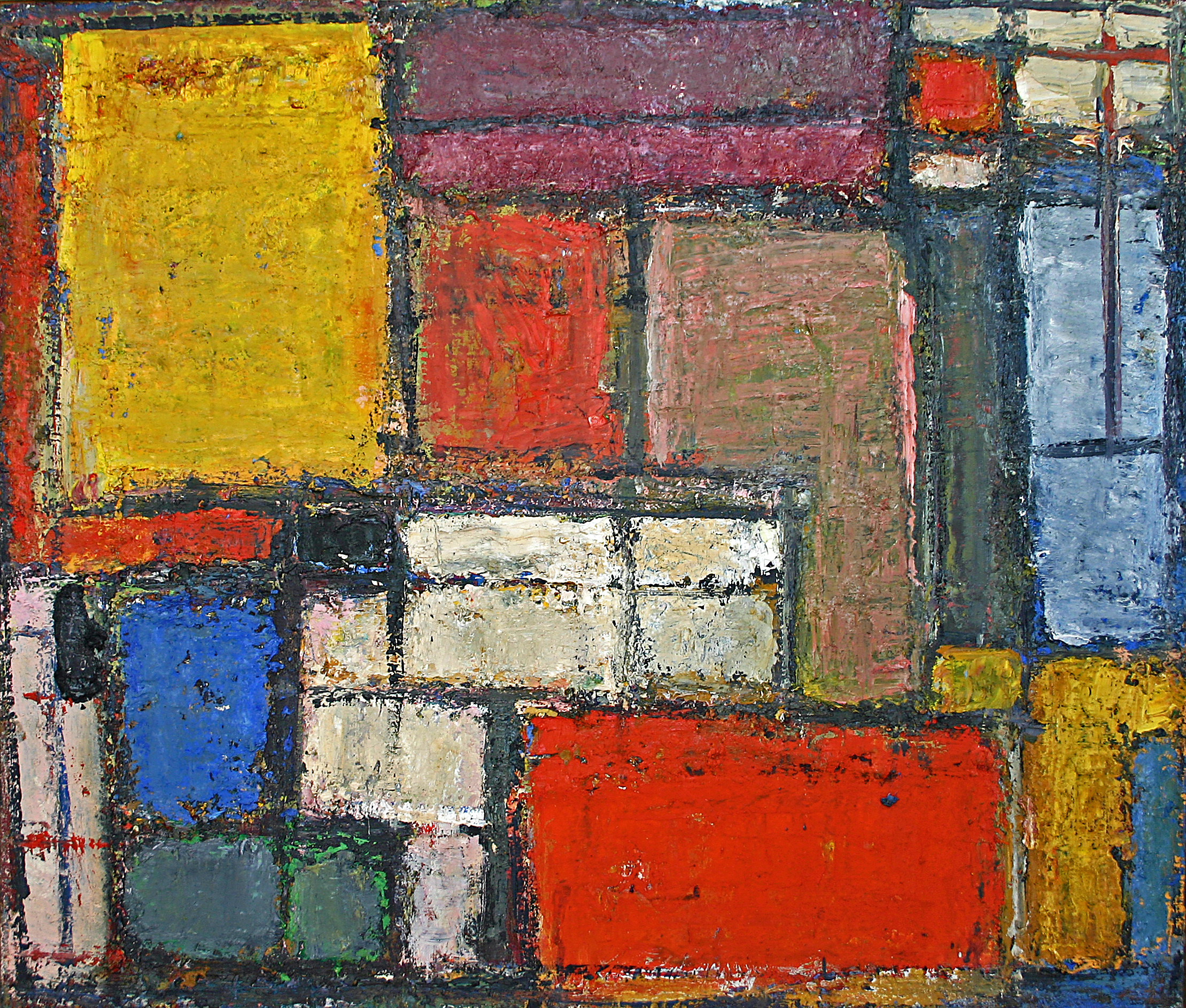
R. Kutra - Komposition I, Öl auf Leinwand, 1998, 50 × 59 cm
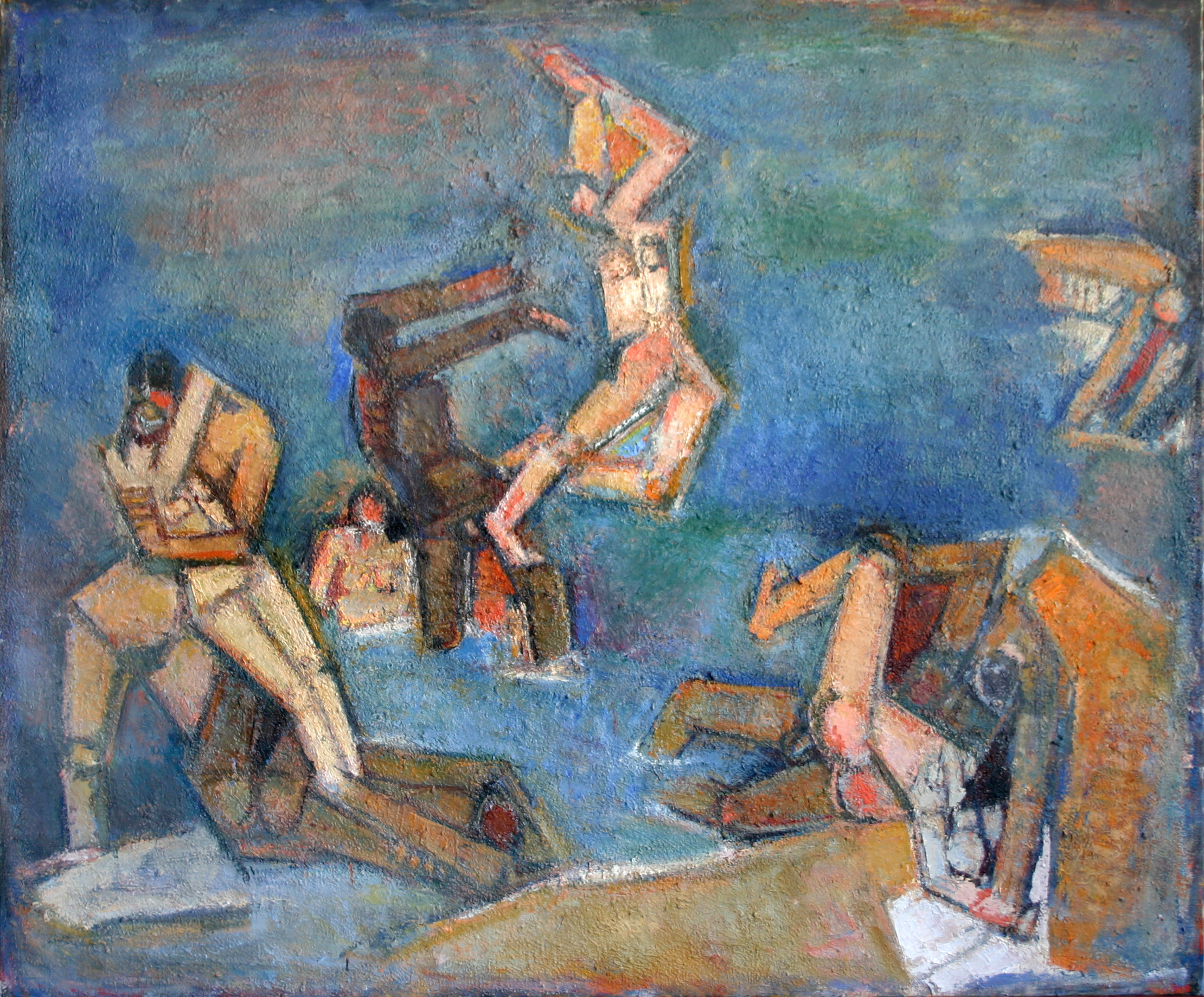
R. Kutra - Der Raub der Sabinerinnen II, Öl auf Leinwand, 2002, 164 × 200 cm

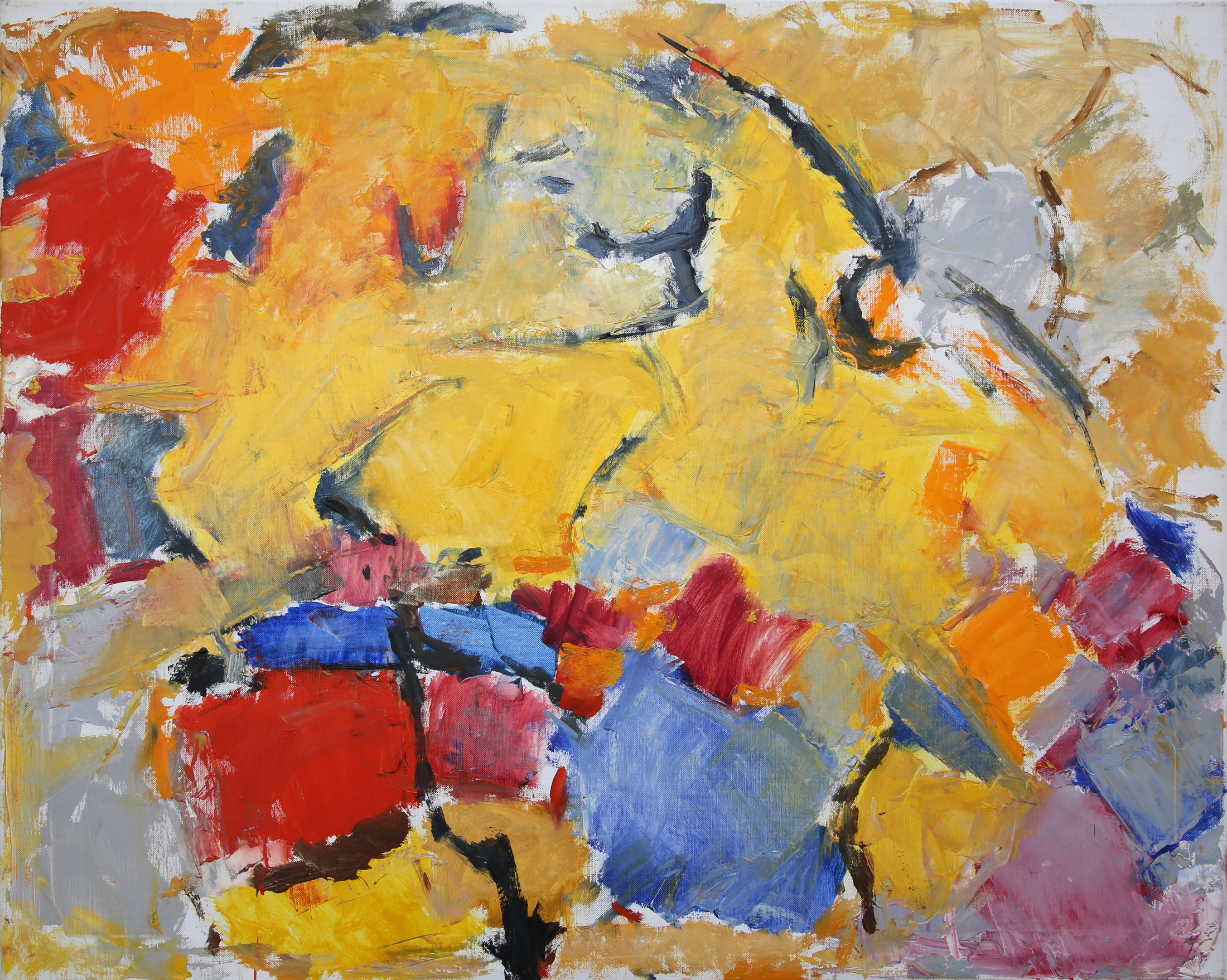
R. Kutra - Schritt ins Nichts XXXIV, Öl auf Leinwand, 2002, 75 × 94 cm
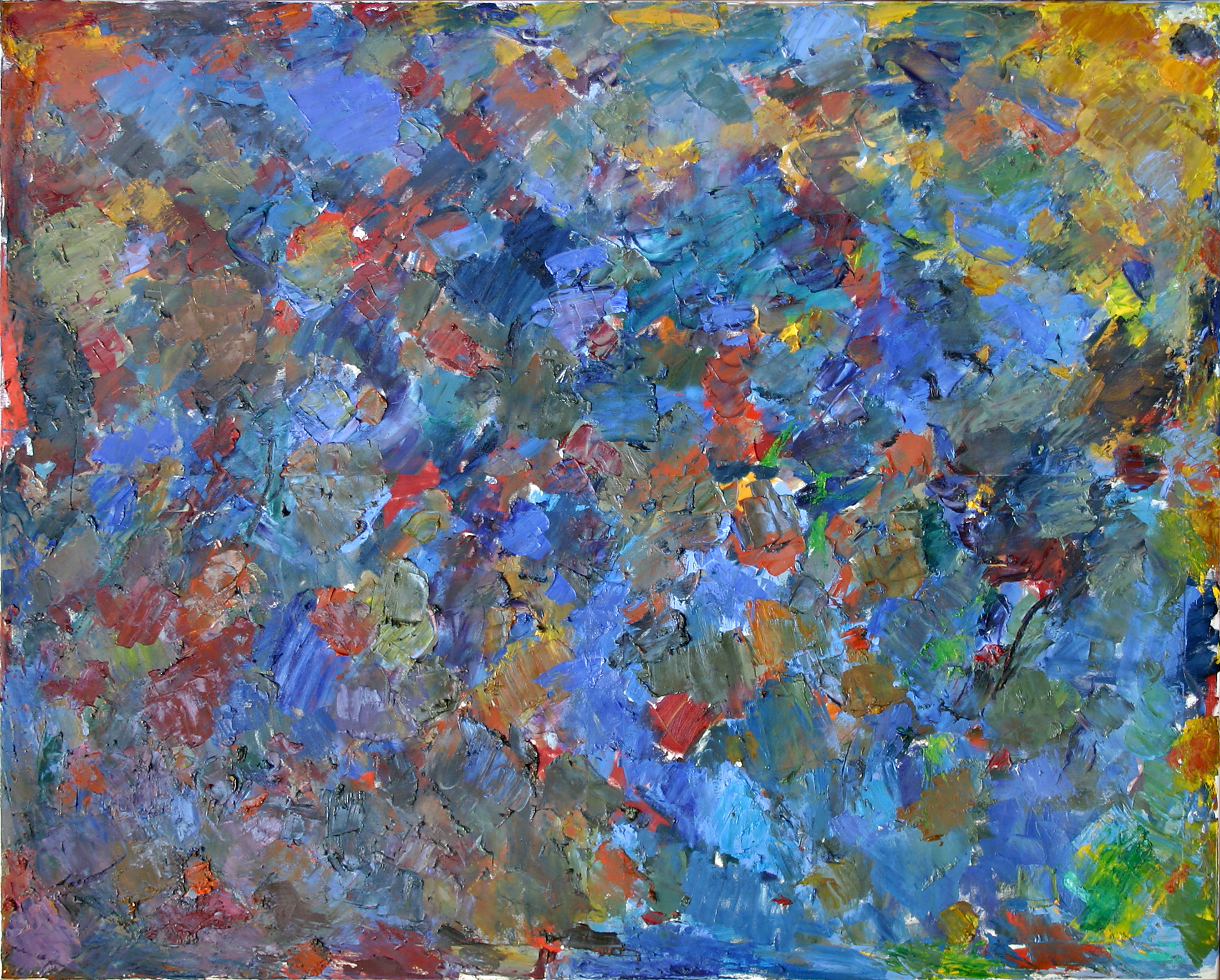
R. Kutra - Auferstehung IV, Öl auf Leinwand, 2003–2004, 160 × 200 cm
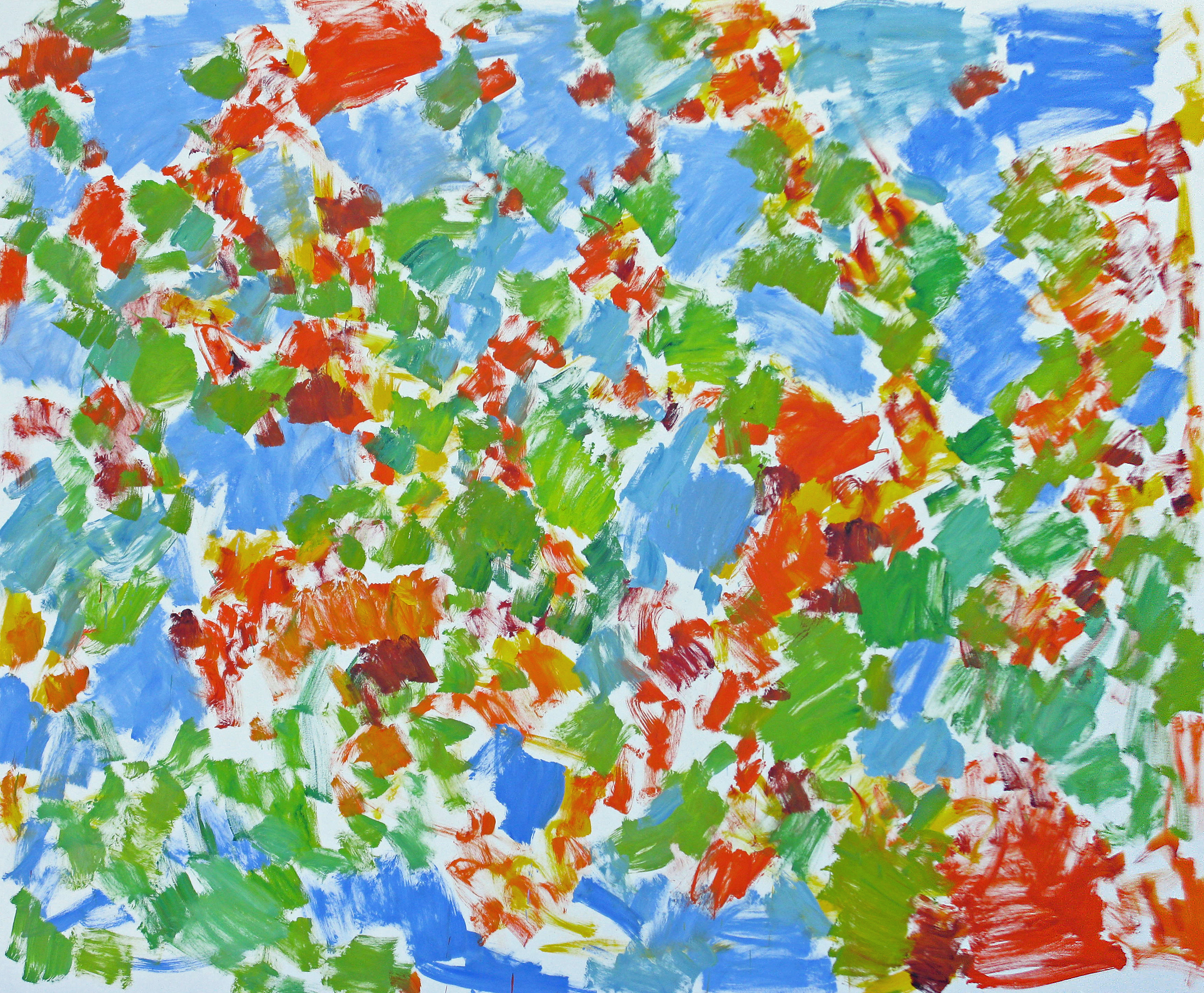
R. Kutra - SO 11 Öl auf Leinwand, 2011, 164 × 200 cm
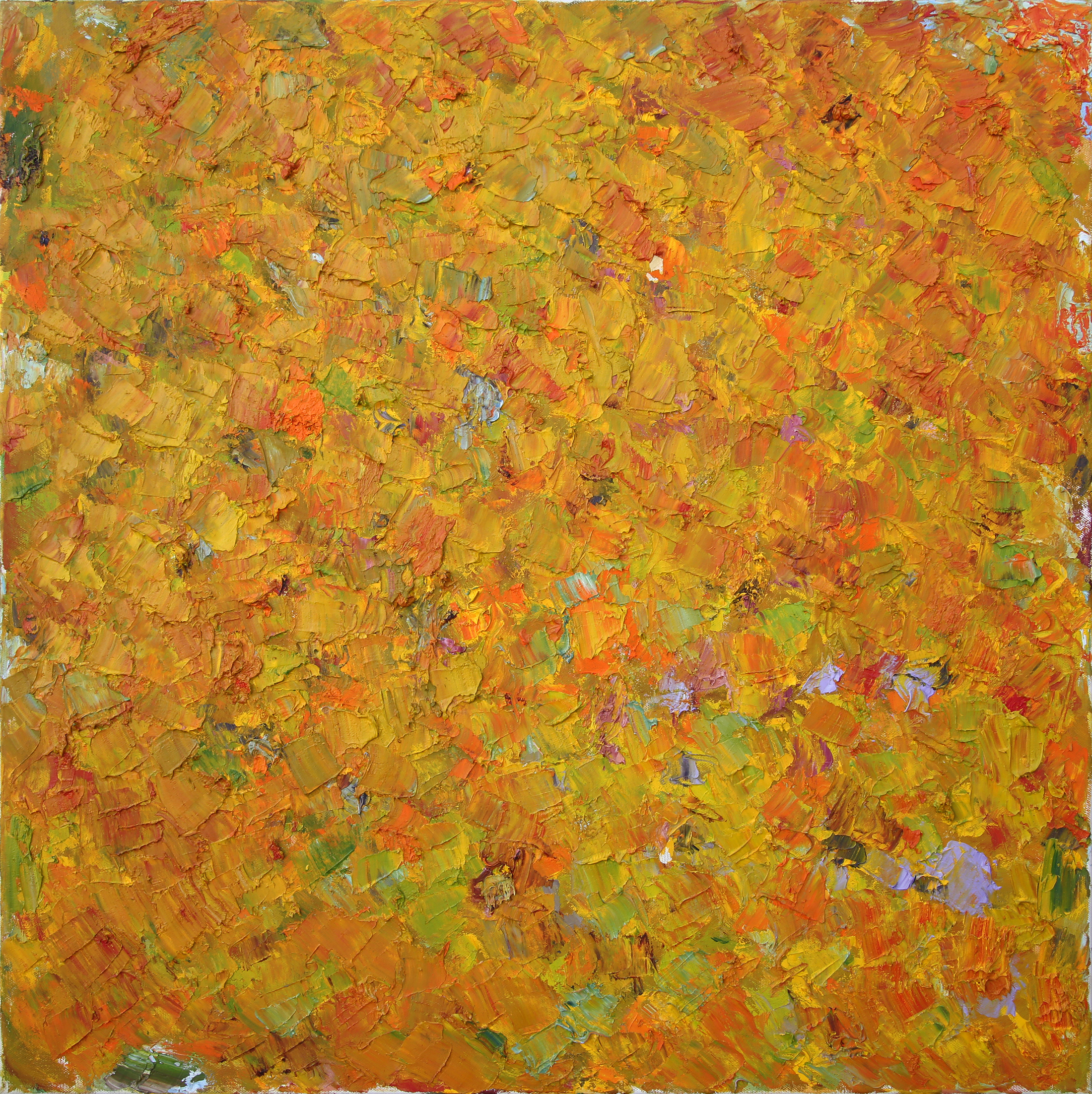
R. Kutra - Gezeiten XIV, Öl auf Leinwand, 2012, 70 × 70 cm
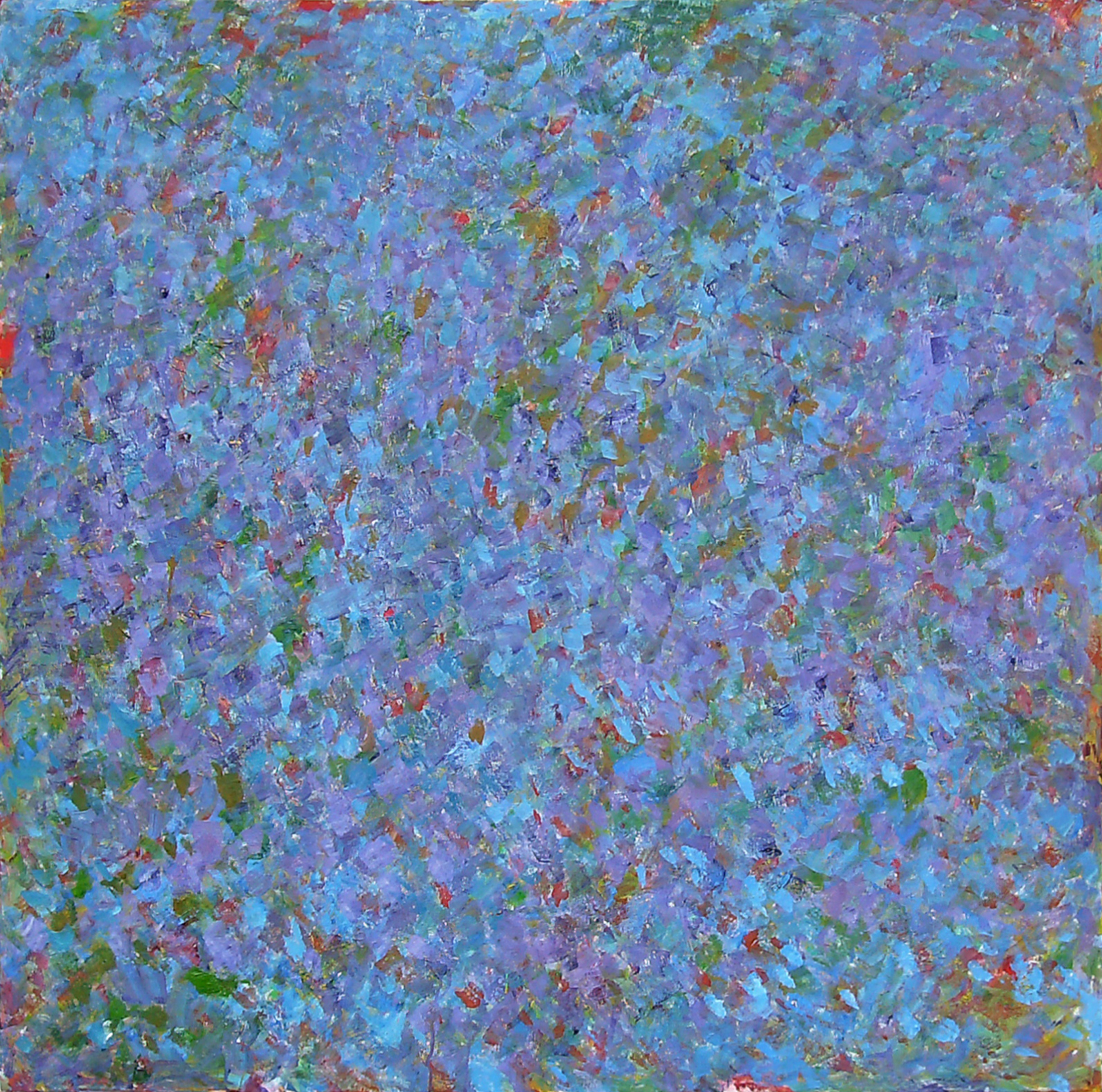
R. Kutra - So 2014-I, Öl auf Leinwand, 2014, 100 × 100 cm
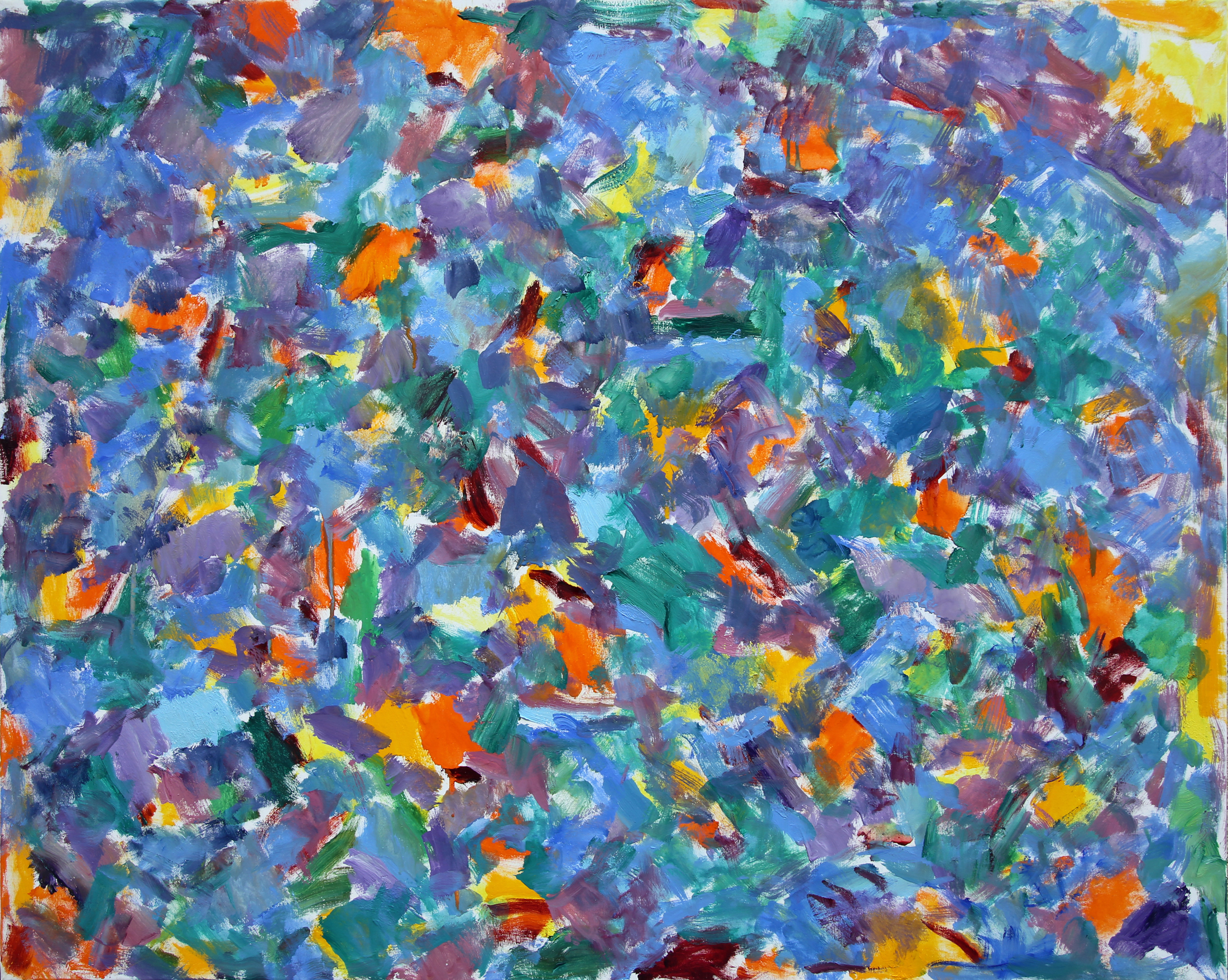
R. Kutra - Sommer 2018-7, 2018, Öl auf Leinwand, 80 × 100 cm

### Ausstellungskataloge
- Radoslav Kutra / Das Sein im Malen, Bilder 2002–2012, Galerie, Caesar, Olomouc (CZ), 7.3. – 28.3.2013
- Radoslav Kutra / Farbe-Gestalt-Geist, Bilder, Gouachen, Zeichnungen 1941–2005, Kunstmuseum Olomouc (CZ), 20.11.2005 – 5.2.2006, ISBN 80-85227-77-0.
- Radoslav Kutra / Figur abstrakt, zur Ausstellung in der Kornschütte Luzern (CH), 1996
- Radoslav Kutra / Das malerische Werk 1958–1991, Galerie der bildenden Kunst, Olomouc, 1991

### Kunstbücher
- radoslav kutra / ich und die prominenz - aus dem nachlass des soldaten raimund kolmasch, Kunstseminar Luzern, Muzeum umění Olomouc (Kunstmuseum Olmütz), 2006
  - Deutsch ISBN 80-85227-75-4
  - Tschechisch ISBN 80-85227-74-6

### Eigene Schriften
- Kunsttheoretisches Hauptwerk: Die Schule des Sehens, Peter Lang, Frankfurt am Main, 1994, ISBN 3-631-47164-5.
- Das Sehen – Aphorismen, Kunstseminar, Luzern, 2003
- Die sichtbare Zeit, Kunstseminar, Luzern, 2000
- Die Urkraft, Kunstseminar, Luzern, 1999
- Geist und Sinne, Kunstseminar, Luzern, 1998
- Was heisst Malen? Einführungsgespräch Kunstseminar, Luzern, 1985
- Die Kunst und das neue Weltbild / 1. Teil: Drei Prinzipien, Kunstseminar, Luzern, 1984

### Dokumentarfilme
- Schritt ins Nichts / Das Abenteuer abstrakter Impressionismus, Zdeněk Zvonek, 2012
- Die sichtbare Zeit / Radoslav Kutra und die Schule des Sehens, Zdeněk Zvonek, 2003